# 莊綽
莊綽（1078年—？），字季裕，福建惠安人，後居穎川（今河南許昌），北宋醫學家。
父莊公岳為嘉祐四年進士，母亲系孙沔幼女。元豐元年（1078年）生。北宋末年，历摄襄阳尉，又曾通判原州。南渡后，歷官通判建昌军、江西安抚制置使司参谋官。紹興十三年後無所考。其人太瘦，被稱為“細腰宮院子。”有學問，博物洽聞，精醫術，著述有《雞肋編》傳世，另有《杜集援證》、《筮法新儀》、《明堂灸經》、《本草節要》等，皆散佚，今存《膏肓腧穴炙法》。薛季宣《浪語集》輯有莊綽《筮法新儀》序。《全宋诗》卷一九二三存其诗三首。